# 奥恩河畔克兰尚
奥恩河畔克兰尚（法語：Clinchamps-sur-Orne，法語發音：[klɛ̃ʃɑ̃ syʁ ɔʁn] ⓘ）是法国卡尔瓦多斯省的一个旧市镇，属于卡昂区。2017年，奥恩河畔克兰尚与市镇莱兹城合并为新市镇莱兹-克兰尚。

## 地理
奥恩河畔克兰尚（49°4'48"N, 0°24'3"W）面积6.37 平方千米，位于法国诺曼底大区卡爾瓦多斯省，该省份为法国西北部沿海省份，北濒大西洋英吉利海峡，东北与滨海塞纳省以海上边界相接，东临厄尔省，南至奧恩省，西与芒什省接壤。
与奥恩河畔克兰尚接壤的市镇（或旧市镇、城区）包括：奥恩河畔阿马耶、布隆、弗格罗勒-比利、莱兹城、奥恩河畔迈、米特雷西。

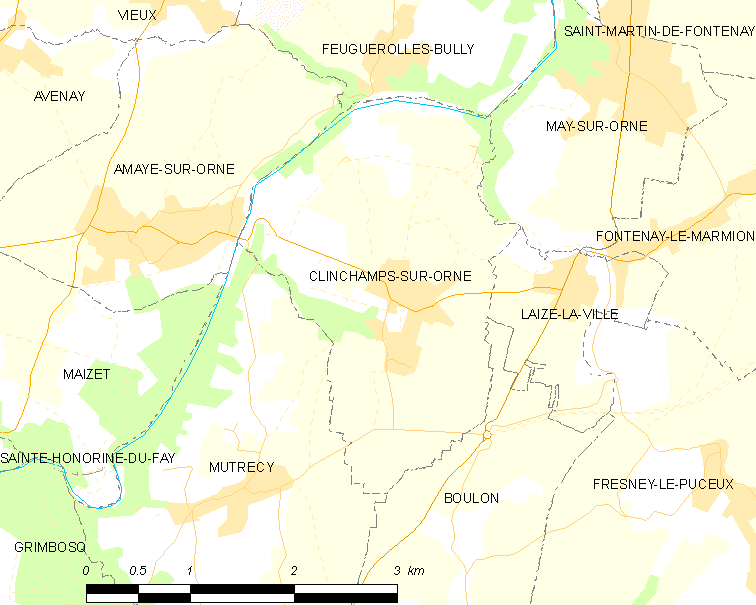
奥恩河畔克兰尚的OSM定位图

奥恩河畔克兰尚的时区为UTC+01:00、UTC+02:00（夏令时）。

## 行政
奥恩河畔克兰尚的邮政编码为14320，INSEE市镇编码为14164。

## 政治
奥恩河畔克兰尚所属的省级选区为埃夫勒西县。

## 人口

1962-2008年间奥恩河畔克兰尚人口变化图示

奥恩河畔克兰尚于2018年1月1日时的人口数量为1257人。